# Keiichi Suzuki (compositeur)
Pour les articles homonymes, voir Keiichi Suzuki et Suzuki (homonymie).
Keiichi Suzuki (鈴木 慶一, Suzuki Keiichi, né le 28 août 1951 à Tokyo) est un compositeur japonais de musique de film. Il a également été acteur, par exemple dans Swallowtail Butterfly.

## Filmographie

### Comme compositeur
- 2000 : Uzumaki
- 2003 : Tokyo Godfathers
- 2003 : Zatoichi (座頭市, Zatōichi) de Takeshi Kitano
- 2010 : Outrage
- 2012 : Outrage: Beyond
- 2015 : Ryuzo 7
- 2017 : Outrage Coda

### Comme acteur
- 1996 : Picnic de Shunji Iwai
- 1996 : Swallowtail Butterfly de Shunji Iwai
- 2021 : Rendez-vous à Tokyo (ちょっと思い出しただけ, Chotto omoidashita dake?) de Daigo Matsui (ja) : Naguera
- 2023 : Call Me Chihiro (ちひろさん, Chihiro-san?) de Rikiya Imaizumi (ja)

## Jeux vidéo
- EarthBound sur Super Nintendo.